# Nukari skolmuseum
Nukari skolmuseum (finska: Nukarin koulumuseo) är ett finländskt skolmuseum i Nurmijärvi kommun i Finland.
En folkskola i Nukari  , som var Nurmijärvis första folkskola, inrättades 1873 av Matilda Adlercreutz på närliggande Råskog gård. Skolan var avsedd för arbetar- och torparbarn i trakten.
Skolan hade 1853 41 elever. Den donerades till kommunen 1900 och en ny skolbyggnad blev färdig 1906. 
Skolan lades ned 1959 och är sedan 1981 museum och visar skolbarns undervisningsmiljö i en byskola från slutet av 1800-talet till införandet av grundskola.